# Bisbat de Cuneo
El bisbat de Cuneo (italià: bisbat de Cuneo; llatí: Dioecesis Cuneensis) és una seu de l'Església catòlica, sufragània de l'Arquebisbat de Torí, que pertany a la regió eclesiàstica Piemont. El 2006 tenia 108.100 batejats d'un total de 119.195 habitants. Actualment està regida pel bisbe Giuseppe Cavallotto.

## Territori
La diòcesi comprèn la part sud-oest de la província de Cuneo. Limita al nord amb les diòcesis de Saluzzo i Fossano, i a l'est amb la de Mondoví, i una mica amb la de Ventimiglia-Sanremo, al sud amb el de Niça i a l'oest amb el de Digne, tots dos a territori francès.
La seu episcopal es troba a la ciutat de Cuneo, on es troba la catedral de Santa Maria del Bosco.
El territori està dividida en 82 parròquies, agrupades en 7 zones pastorals.

## Història
El 25 de novembre de 1814 el consell comunal de Cuneo encarregà al comte Carlo Pascale d'Illonza i al marquès Paolo Della Valle di Clavesana, nobles cunesos, de convèncer el rei Víctor Manuel que elevés a seu episcopal la ciutat de Cuneo.
La diòcesi de Cuneo va ser erigida el 17 de juliol de 1817 mitjançant la butlla Beati Petri del Papa Pius VII, prenent territori de la diòcesi de Mondovì.
El primer bisbe diocesà va ser Amedeo Bruno di Samone, del comte Bruno di Tornaforte, que va fer el seu ingrés solemne 15 d'octubre de 1817. El palau episcopal va ser cedit pel comte Francesco Bruno di Tornaforte i encara avui la cúria episcopal té la seu en aquell palau. El 23 de desembre de 1826 el consell comunal de Cuneo aprovà la proposta del bisbe Amedeo que elegí a sant Miquel Arcàngel com a patró de la ciutat i de la diòcesi. Mitjançant la mateixa butlla el beat Angelo Carletti va ser elegit protector especial i defensor de la ciutat. En 1813 el bisbe Amedeo va fer erigir el Santuari della Madonna della Riva, prodigant-se durant els anys de còlera, 1835, per socórrer la població cunesa.
El 1860 la diòcesi adquirí La Briga i Tenda de la diocesi de Ventimiglia; aquesta localitat va ser cedida a la diòcesi de Niça el 1947.
L1 de febrer de 1999 quedà unida in persona episcopi a la diòcesi de Fossano.

## Cronologia episcopal
- Amedeo Bruno di Samone † (1 d'octubre de 1817 - 21 de desembre de 1838 mort)
- Giuseppe Agostino Salomoni, C.M. † (27 d'abril de 1840 - 3 d'agost de 1843 jubilat)
- Clemente Manzini, O.Carm. † (22 de gener de 1844 - 21 de març de 1865 mort)
  - Sede vacante (1865-1867)
- Andrea Formica † (27 de març de 1867 - 5 de gener de 1885 mort)
- Teodoro Valfrè di Bonzo † (27 de març de 1885 - 18 de març de 1895 nomenat bisbe de Como)
- Andrea Fiore † (29 de novembre de 1895 - 19 de gener de 1914 mort)
- Natale Gabriele Moriondo, O.P. † (25 de maig de 1914 - 28 de juny de 1920 jubilat i nominat bisbe titular de Cidiesso)
- Giuseppe Castelli † (22 de desembre de 1920 - 21 d'octubre de 1924 nomenat bisbe de Novara)
- Quirico Travaini † (21 de juny de 1926 - 19 de març de 1934 mort)
- Giacomo Rosso † (14 de novembre de 1934 - 6 de gener de 1957 jubilat)
- Guido Tonetti † (16 de febrer de 1957 - 3 de juny de 1971 mort)
- Carlo Aliprandi † (3 de setembre de 1971 - 1 de febrer de 1999 retirat)
- Natalino Pescarolo † (1 de febrer de 1999 - 24 d'agost de 2005 retirat)
- Giuseppe Cavallotto, des del 24 d'agost de 2005

## Estadístiques
A finals del 2006, la diòcesi tenia 108.100 batejats sobre una població de 119.195 persones, equivalent al 90,7% del total.

| any  | població | població | població | sacerdots | sacerdots       | sacerdots       | sacerdots             | diaques | religiosos | religiosos | parroquies |
| ---- | -------- | -------- | -------- | --------- | --------------- | --------------- | --------------------- | ------- | ---------- | ---------- | ---------- |
| any  | batejats | total    | %        | total     | clergat secular | clergat regular | batejats por sacerdot | diaques | homes      | dones      |            |
| 1950 | 89.400   | 90.000   | 99,3     | 214       | 182             | 32              | 417                   |         | 88         | 987        | 72         |
| 1969 | 102.231  | 102.469  | 99,8     | 197       | 160             | 37              | 518                   |         | 50         | 664        | 77         |
| 1980 | 113.178  | 113.780  | 99,5     | 198       | 165             | 33              | 571                   |         | 37         | 602        | 85         |
| 1990 | 107.550  | 108.200  | 99,4     | 176       | 149             | 27              | 611                   |         | 33         | 502        | 82         |
| 1999 | 107.326  | 109.176  | 98,3     | 160       | 139             | 21              | 670                   |         | 27         | 420        | 82         |
| 2000 | 107.881  | 109.856  | 98,2     | 163       | 142             | 21              | 661                   |         | 26         | 402        | 82         |
| 2001 | 107.740  | 110.120  | 97,8     | 161       | 140             | 21              | 669                   |         | 29         | 400        | 82         |
| 2002 | 90.530   | 92.287   | 98,1     | 158       | 137             | 21              | 572                   |         | 34         | 369        | 81         |
| 2003 | 90.552   | 92.315   | 98,1     | 154       | 133             | 21              | 588                   |         | 34         | 369        | 81         |
| 2004 | 90.540   | 92.310   | 98,1     | 148       | 126             | 22              | 611                   |         | 34         | 350        | 82         |
| 2006 | 108.100  | 119.195  | 90,7     | 138       | 117             | 21              | 783                   |         | 33         | 306        | 82         |